# Sligo Rovers Football Club 1976-1977
Questa voce raccoglie le informazioni riguardanti lo Sligo Rovers nelle competizioni ufficiali della stagione 1976-1977.

## Stagione
Presentatosi ai nastri di partenza della stagione con alcuni innesti provenienti dalle serie minori inglesi, alla prima uscita ufficiale nella fase a gironi della coppa di lega lo Sligo Rovers incassò una pesante sconfitta contro il Finn Harps, concludendo comunque il raggruppamento in testa grazie a sei reti segnate e zero subite nei successivi due incontri. Grazie alla vittoria in semifinale contro il St Patrick's, i Bit'o Reds ebbero accesso all'ultimo atto del torneo contro lo Shamrock Rovers, venendo infine sconfitti da una rete segnata nei minuti finali.
In campionato la squadra aveva nel frattempo dato il via ad una striscia di cinque vittorie consecutive, in cui spiccava il 4-2 rifilato all'esordio ai campioni uscenti del Dundalk. Superato un periodo di crisi con due sconfitte consecutive incassate a inizio novembre, i Bit'o Reds si ripresero con alcune vittorie ricche di reti, ottenendo infine il comando solitario della classifica il 12 dicembre, battendo in casa il Drogheda Utd.
In apertura del girone di ritorno lo Sligo Rovers incassò le ultime due sconfitte della stagione contro Dundalk e Bohemians, per poi amministrare il vantaggio acquisito nei confronti delle inseguitrici fino all'ultima giornata; una vittoria per 3-1 contro lo Shamrock Rovers in uno Showgrounds che registrò un record di affluenza malgrado il giorno di Pasqua, consegnò allo Sligo Rovers il secondo titolo nazionale.

## Divisa e sponsor
| Manica sinistra · Manica sinistra · Maglietta · Maglietta · Manica destra · Manica destra · Pantaloncini · Calzettoni | Manica sinistra · Manica sinistra · Maglietta · Maglietta · Manica destra · Manica destra · Pantaloncini · Calzettoni |

## Organigramma societario
Area direttiva
- Presidente: Sean Gilmartin
- Vice presidente: Tommy Fallon
- Amministratore: Michael O'Boyle

Area organizzativa
- Segretario generale: John Chadda

Area tecnica
- Allenatore: Billy Sinclair
- Allenatore in seconda: James Tiernan

## Rosa
| N. |                             | Ruolo | Calciatore            |
| -- | --------------------------- | ----- | --------------------- |
|    | Irlanda del Nord (bandiera) | P     | Alan Paterson         |
|    | Scozia (bandiera)           | D     | Billy Sinclair        |
|    | Inghilterra (bandiera)      | D     | Paul Fielding         |
|    | Irlanda del Nord (bandiera) | D     | Graham Fox (capitano) |
|    | Inghilterra (bandiera)      | D     | Chris Rutherford      |
|    | Irlanda (bandiera)          | D     | Tony Stenson          |
|    | Irlanda (bandiera)          | D     | Kevin McCool          |
|    | Irlanda (bandiera)          | D     | Padraig McManus       |
|    | Irlanda (bandiera)          | C     | Tony Fagan            |

| N. |                        | Ruolo | Calciatore    |
| -- | ---------------------- | ----- | ------------- |
|    | Irlanda (bandiera)     | C     | David Pugh    |
|    | Irlanda (bandiera)     | C     | Marty Kelly   |
|    | Irlanda (bandiera)     | C     | Paul McGee    |
|    | Inghilterra (bandiera) | C     | Mike Betts    |
|    | Galles (bandiera)      | C     | Shane Walker  |
|    | Inghilterra (bandiera) | A     | Gary Hulmes   |
|    | Irlanda (bandiera)     | A     | Charlie Ferry |
|    | Scozia (bandiera)      | A     | Mick Leonard  |
|    | Irlanda (bandiera)     | A     | Mick Walker   |

## Risultati

### A Division

#### Girone di andata
| Sligo 1º ottobre 1976 1ª giornata                                                          | Sligo Rovers | 4 – 2                | Dundalk | Showgrounds |
| \| \| \| \| \| McGee 25’ Betts 43’, 78’ Hulmes 60’ \| Marcatori \| 5’ Lawlor 70’ Dainty \| |              |                      |         |             |
|                                                                                            |              |                      |         |             |
| McGee 25’ Betts 43’, 78’ Hulmes 60’                                                        | Marcatori    | 5’ Lawlor 70’ Dainty |         |             |

| Waterford 10 ottobre 1976 2ª giornata | Waterford | 1 – 2 | Sligo Rovers |  |

| Sligo 17 ottobre 1976 3ª giornata | Sligo Rovers | 1 – 0 | Shelbourne |  |

| Dublino 24 ottobre 1976 4ª giornata | Bohemians | 0 – 3 | Sligo Rovers |  |

| Sligo 31 ottobre 1976 5ª giornata | Sligo Rovers | 2 – 1 | Finn Harps |  |

| Cork 7 novembre 1976 6ª giornata | Cork Celtic | 2 – 1 | Sligo Rovers |  |

| Sligo 14 novembre 1976 7ª giornata | Sligo Rovers | 1 – 2 | St Patrick's |  |

| Limerick 21 novembre 1976 8ª giornata | Limerick | 1 – 3 | Sligo Rovers |  |

| Dublino 28 novembre 1976 9ª giornata | Sligo Rovers | 5 – 0 | Home Farm |  |

| Athlone 5 dicembre 1976 10ª giornata | Athlone Town | 0 – 5 | Sligo Rovers |  |

| Sligo 12 dicembre 1976 11ª giornata | Sligo Rovers | 3 – 1 | Drogheda Utd |  |

| Sligo 19 dicembre 1976 12ª giornata | Sligo Rovers | 1 – 0 | Albert Rovers |  |

| Dublino 26 dicembre 1976 13ª giornata | Shamrock Rovers | 0 – 2 | Sligo Rovers |  |

#### Girone di ritorno
| Dundalk 2 gennaio 1977 14ª giornata | Dundalk | 3 – 1 | Sligo Rovers |  |

| Sligo 9 gennaio 1977 15ª giornata | Sligo Rovers | 0 – 0 | Waterford |  |

Incontro sospeso dopo 77 minuti per scarsa illuminazione. Il risultato è stato successivamente convalidato.
| Sligo 23 gennaio 1977 16ª giornata | Sligo Rovers | 1 – 2 | Bohemians |  |

| Dublino 26 gennaio 1977 17ª giornata | Shelbourne | 1 – 1 | Sligo Rovers |  |

| Ballybofey 30 gennaio 1977 18ª giornata | Finn Harps | 0 – 1 | Sligo Rovers |  |

| Sligo 6 febbraio 1977 19ª giornata | Sligo Rovers | 2 – 1 | Cork Celtic |  |

| Dublino 20 febbraio 1977 20ª giornata | St Patrick's | 0 – 1 | Sligo Rovers |  |

| Sligo 27 febbraio 1977 21ª giornata | Sligo Rovers | 1 – 0 | Limerick |  |

| Dublino 13 marzo 1977 22ª giornata | Home Farm | 0 – 2 | Sligo Rovers |  |

| Sligo 20 marzo 1977 23ª giornata | Sligo Rovers | 2 – 1 | Athlone Town |  |

| Drogheda 27 marzo 1977 24ª giornata | Drogheda Utd | 0 – 0 | Sligo Rovers |  |

| Cork 3 aprile 1977 25ª giornata | Albert Rovers | 0 – 1 | Sligo Rovers |  |

| Sligo 10 aprile 1977 26ª giornata                                              | Sligo Rovers | 3 – 1     | Shamrock Rovers | Showgrounds (8.000 spett.) |
| \| \| \| \| \| Hulmes 6’ Rutherford 70’ McGee 78’ \| Marcatori \| 46’ Magee \| |              |           |                 |                            |
|                                                                                |              |           |                 |                            |
| Hulmes 6’ Rutherford 70’ McGee 78’                                             | Marcatori    | 46’ Magee |                 |                            |

### FAI Cup
| 13 febbraio 1977 Primo turno | Sligo Rovers | 1 – 4 | Limerick |  |

### LOI Cup

#### Fase a gironi
| 5 settembre 1976 1ª giornata – Gruppo 1 | Sligo Rovers | 0 – 5 | Finn Harps |  |

| 13 settembre 1976 2ª giornata – Gruppo 1 | Sligo Rovers | 5 – 0 | Athlone Town |  |

| 19 settembre 1976 3ª giornata – Gruppo 1 | Galway Rovers | 0 – 1 | Sligo Rovers |  |

#### Fase a eliminazione diretta
| 26 settembre 1976 Semifinale | Sligo Rovers | 2 – 1 | St Patrick's |  |

| Dublino 6 ottobre 1976 Finale           | Shamrock Rovers | 1 – 0 | Sligo Rovers | Dalymount Park |
| \| \| \| \| \| Leech \| Marcatori \| \| |                 |       |              |                |
|                                         |                 |       |              |                |
| Leech                                   | Marcatori       |       |              |                |

## Statistiche

### Statistiche di squadra
| Competizione | Punti | Totale | Totale | Totale | Totale | Totale | Totale | DR  |
| Competizione | Punti | G      | V      | N      | P      | Gf     | Gs     | DR  |
| ------------ | ----- | ------ | ------ | ------ | ------ | ------ | ------ | --- |
| A Division   | 39    | 26     | 18     | 3      | 5      | 48     | 20     | +28 |
| FAI Cup      | -     | 1      | 0      | 0      | 1      | 1      | 4      | -3  |
| LOI Cup      | -     | 5      | 3      | 0      | 2      | 8      | 7      | +1  |
| Totale       | -     | 32     | 21     | 3      | 8      | 57     | 31     | +26 |

### Statistiche dei giocatori
| Giocatore     | A Division | A Division | FAI Cup  | FAI Cup | LOI Cup  | LOI Cup | Totale   | Totale |
| Giocatore     | Presenze   | Reti       | Presenze | Reti    | Presenze | Reti    | Presenze | Reti   |
| ------------- | ---------- | ---------- | -------- | ------- | -------- | ------- | -------- | ------ |
| M. Betts      | 25         | 5          | ?        | ?       | ?        | ?       | 25+      | 5+     |
| T. Fagan      | ?          | 0          | ?        | ?       | ?        | ?       | ?        | 0+     |
| C. Ferry      | ?          | 0          | ?        | ?       | ?        | ?       | ?        | 0+     |
| P. Fielding   | ?          | 0          | ?        | ?       | ?        | ?       | ?        | 0+     |
| G. Fox        | ?          | 2          | ?        | ?       | ?        | ?       | ?        | 2+     |
| G. Hulmes     | ?          | 13         | ?        | ?       | ?        | ?       | ?        | 13+    |
| M. Kelly      | ?          | 0          | ?        | ?       | ?        | ?       | ?        | 0+     |
| M. Leonard    | ?          | 11         | ?        | ?       | ?        | ?       | ?        | 11+    |
| K. McCool     | ?          | 0          | ?        | ?       | ?        | ?       | ?        | 0+     |
| P. McGee      | ?          | 13         | ?        | ?       | ?        | ?       | ?        | 13+    |
| P. McManus    | ?          | 0          | ?        | ?       | ?        | ?       | ?        | 0+     |
| A. Paterson   | ?          | -?         | ?        | -?      | ?        | -?      | ?        | -?     |
| D. Pugh       | ?          | 0          | ?        | ?       | ?        | ?       | ?        | 0+     |
| C. Rutherford | ?          | 2          | ?        | ?       | ?        | ?       | ?        | 2+     |
| B. Sinclair   | ?          | 0          | ?        | ?       | ?        | ?       | ?        | 0+     |
| T. Stenson    | ?          | 0          | ?        | ?       | ?        | ?       | ?        | 0+     |
| M. Walker     | ?          | 0          | ?        | ?       | ?        | ?       | ?        | 0+     |
| S. Walker     | ?          | 0          | ?        | ?       | ?        | ?       | ?        | 0+     |